# Песок

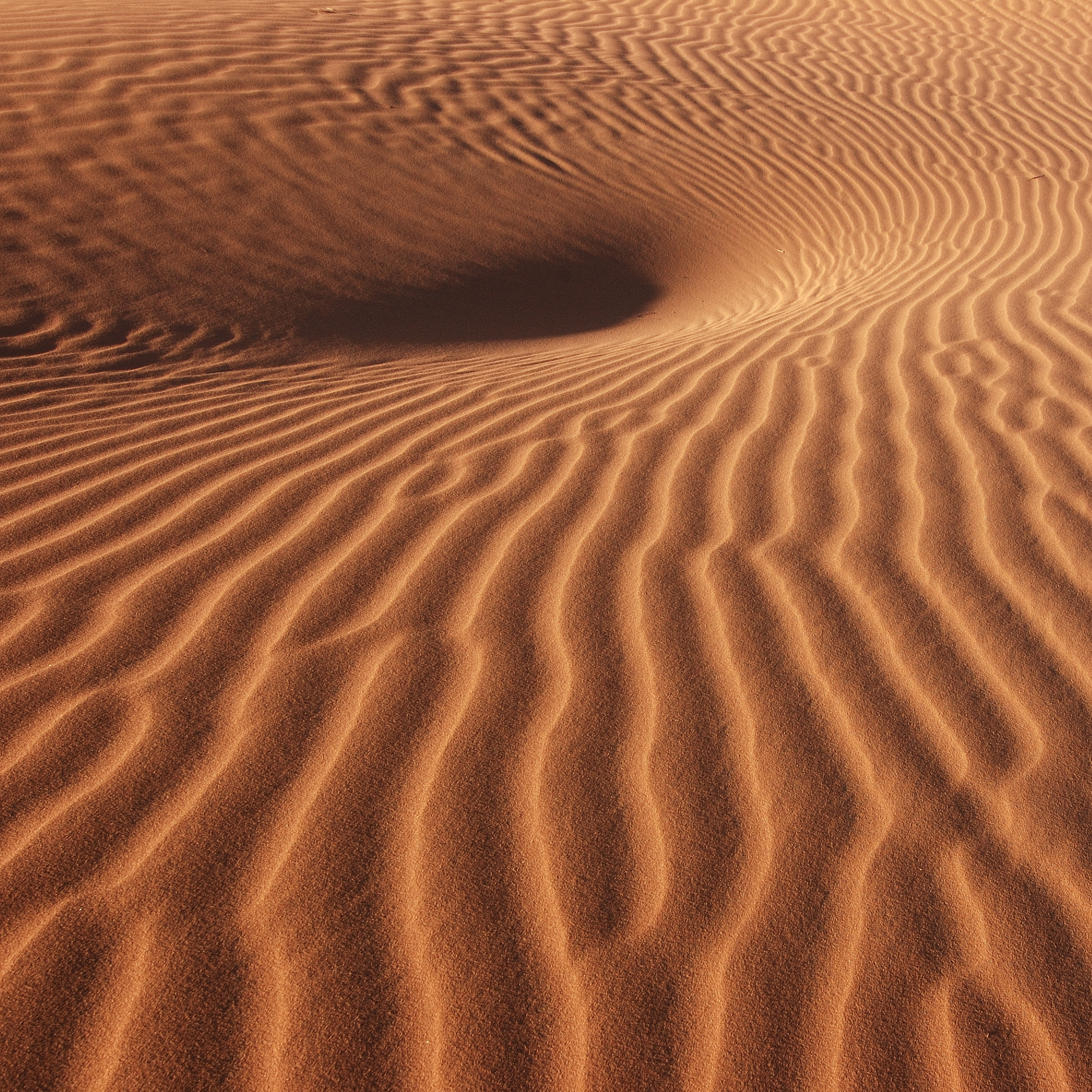
Дюны песка в Марокко

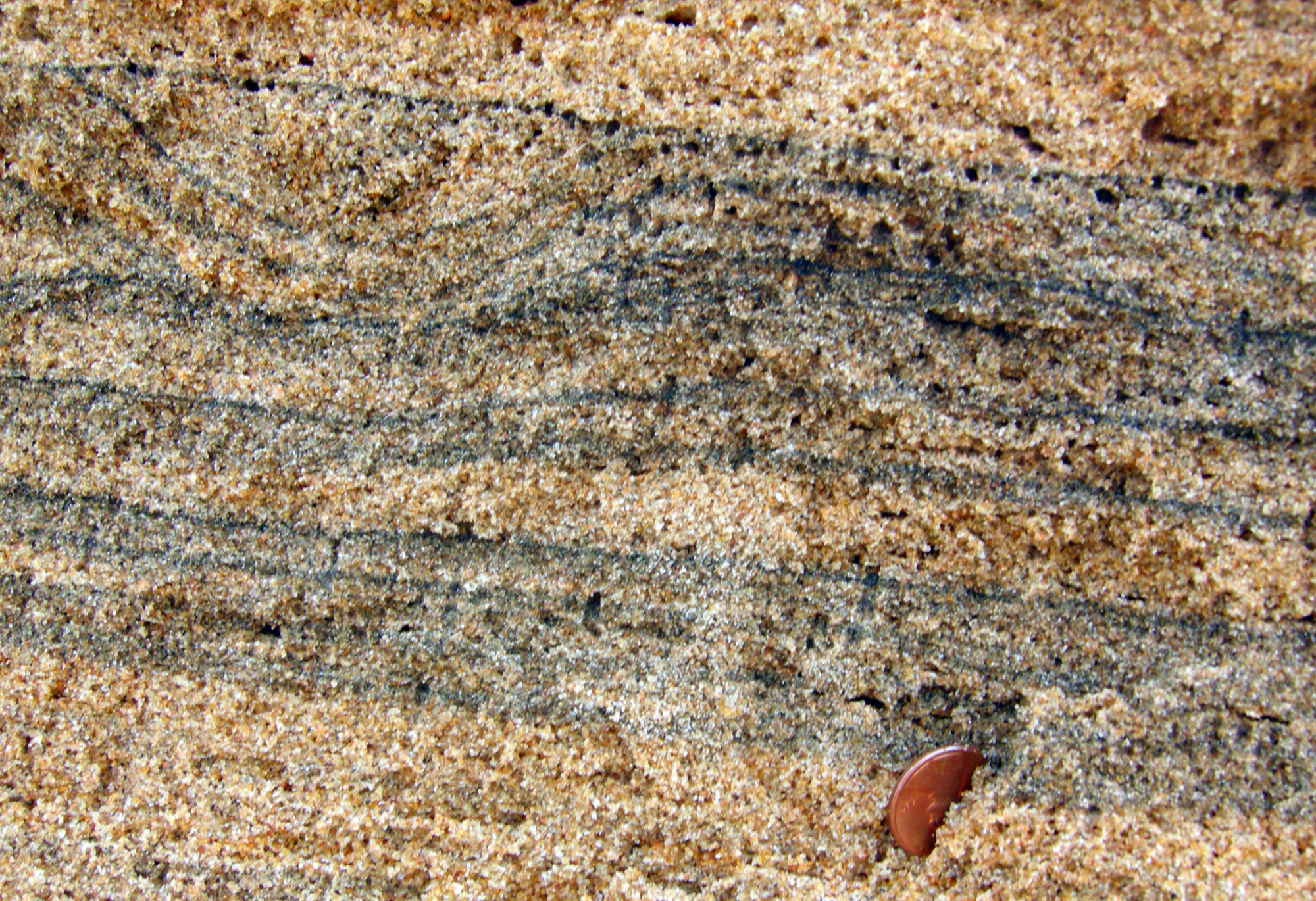
Тяжёлые минералы (тёмные) в кварцевом песке пляжа (Ченнаи, Индия)

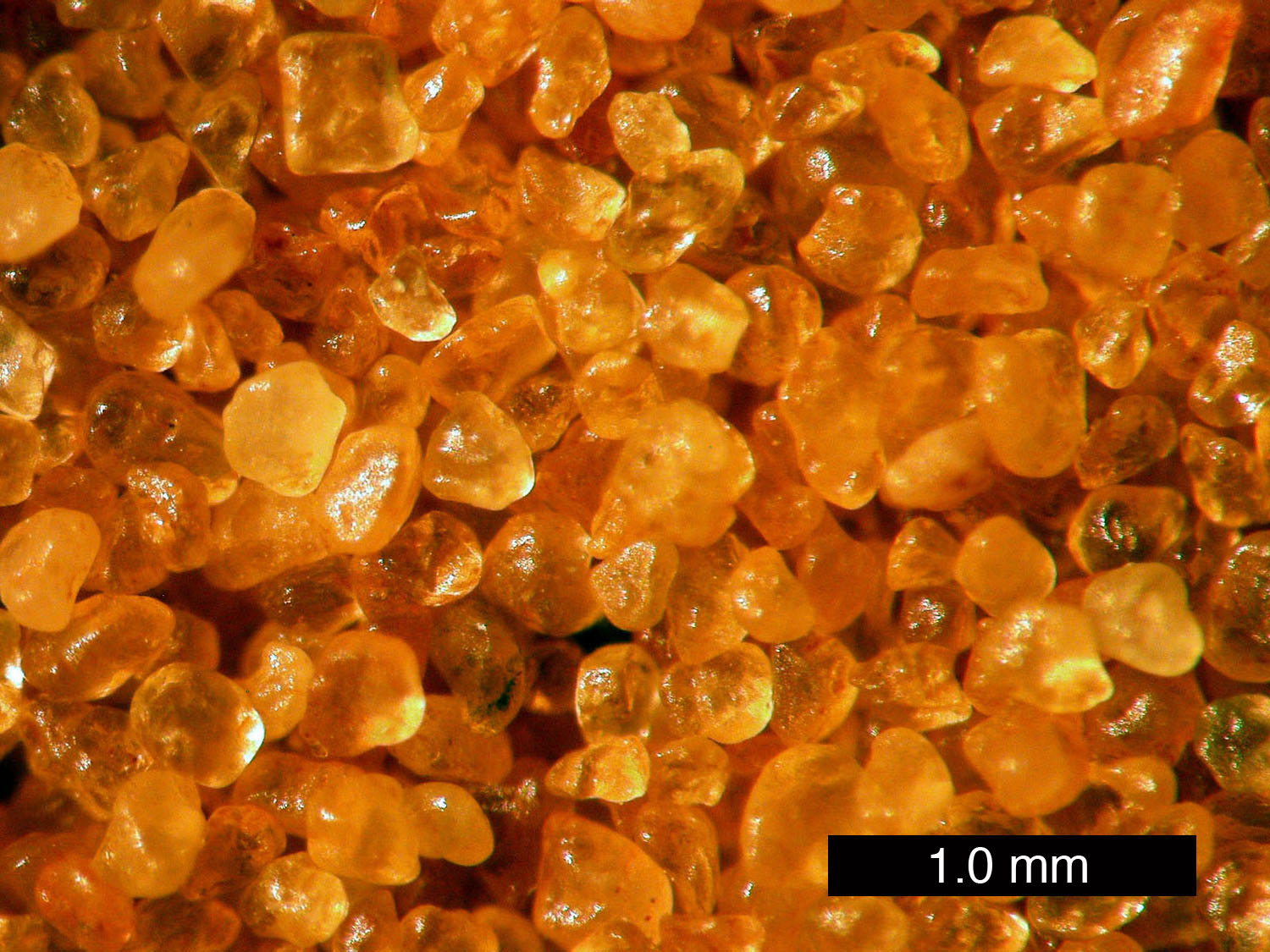
Песок из Коралловые розовые песчаные дюны, Юта

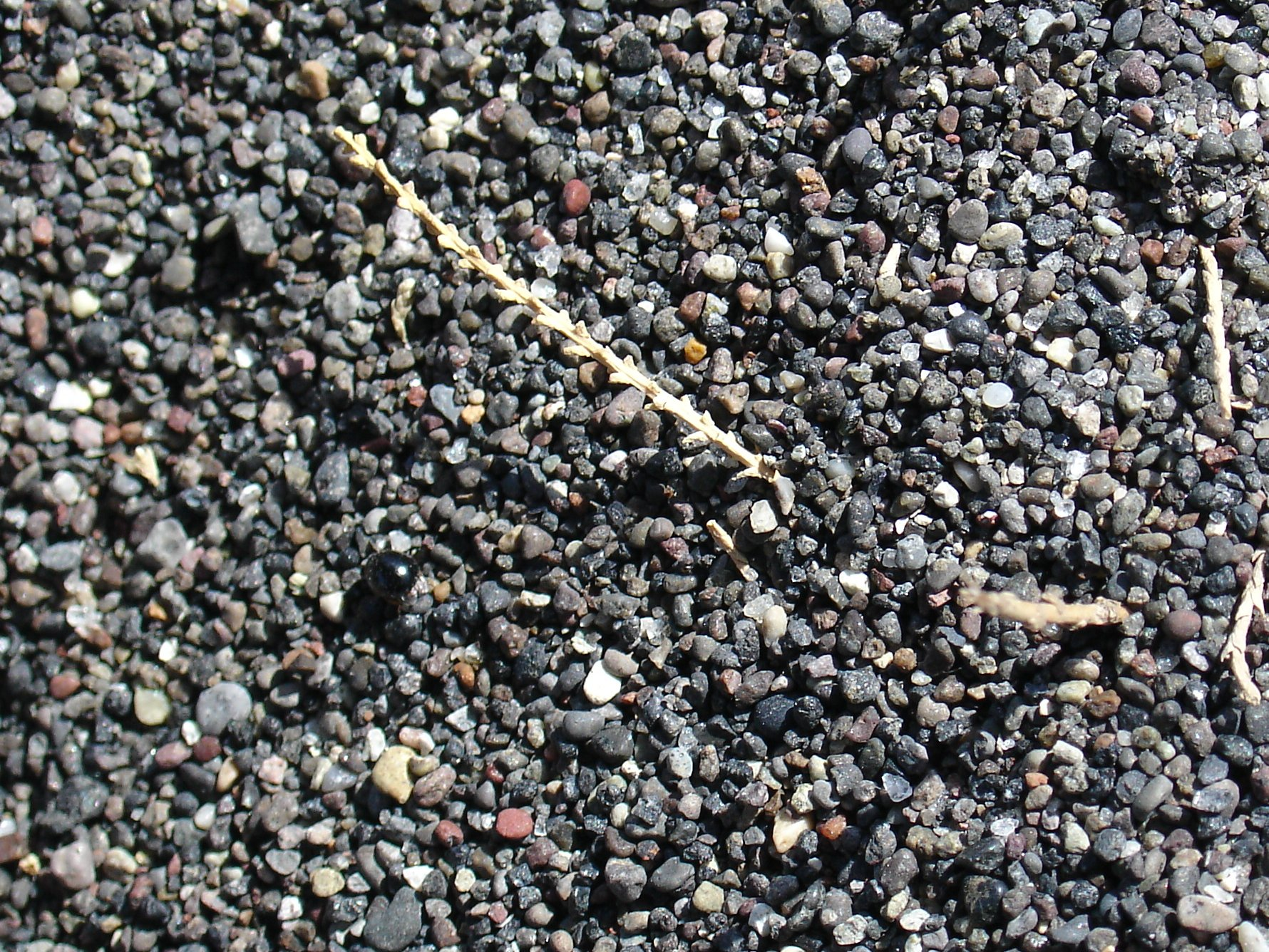
Крупным планом чёрный вулканический песок из Периссы, Санторини, Греция

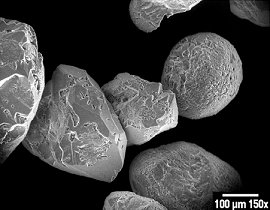
Сканирующая электронная микрофотография, показывающая песчинки

Песчинки жёлтого строительного песка под микроскопом

Песо́к — рыхлая осадочная горная порода, состоящий из зёрен горных пород размером от 0,05 до 2 мм (псаммиты). Очень часто состоит из силикатного (вещество — диоксид кремния) или алюмосиликатного материала. Слово «песок» часто употребляется во множественном числе («пески́»), но форма множественного числа имеет и другие значения. Природный песок представляет собой рыхлую смесь зёрен, образовавшихся в результате разрушения твёрдых горных пород, масса одной песчинки может варьироваться от десятых долей миллиграмма до нескольких микрограммов. В зависимости от условий накопления могут быть аллювиальными, флювиогляциальными, морскими прибрежными, озёрными прибрежными, эоловыми.

## В производстве
В торговле строительный песок классифицируется по месту происхождения и произведённой обработке:
- Карьерный песок — неорганический сыпучий материал с крупностью до 5 мм, образовавшийся в результате естественного разрушения скальных горных пород и получаемый при разработке песчаных и песчано-гравийных месторождений без использования или с использованием специального обогатительного оборудования.
- Речной песок — добывается из русла рек, отличается высокой степенью очистки и отсутствием более крупных обломков и глинистых примесей.
- Карьерный мытый песок — добывается в карьере путём промывки большим количеством воды, в результате чего из него вымывается глина и пылеватые частицы.
- Карьерный сеяный песок — добываемый в карьере просеянный песок, очищенный от крупных больших фракций. Применяется при производстве раствора для кладки, штукатурных и фундаментных работ, в приготовлении асфальтобетонных смесей.
- Тяжёлый искусственный песок — рыхлая смесь зёрен, получаемая механическим дроблением горных пород — гранитов, мраморов, известняков, туфов, пемзы, а также шлаков различной плотности и происхождения. Форма зёрен искусственных песков, в отличие от натуральных, получается остроугольной, а поверхность — шероховатой. Искусственные пески используются в основном как заполнитель в декоративных растворах и в штукатурках, когда нужно получить эффект ощутимой фактуры накрывочного слоя на наружных поверхностях[2]. Искусственные пески применяются для любого слоя штукатурки, крупность зёрен при этом может быть разной, зависит от вида раствора и устанавливается проектом. Обычно она принимается равной крупности природных песков. При изготовлении искусственного песка из каменноугольного шлака в переработку берётся хорошо отгоревший уголь, без примесей несгоревших частиц и каменных пород, с низким содержанием серы, — от этого будет зависеть качество накрывочного слоя. При выполнении декоративной штукатурки из искусственного песка, полученного из определённой горной породы или шлака, вместе с ним для экономии может использоваться щебень, крошка и даже пудра этой же породы, от чего качество фактуры накрывочного слоя часто даже выигрывает[2].

## Применение
Широко используется в составе строительных материалов, для намывки участков под строительство, для пескоструйной обработки, при возведении дорог, насыпей, в жилищном строительстве для обратной засыпки, при благоустройстве дворовых территорий, при производстве раствора для кладки, штукатурных и фундаментных работ, используется для бетонного производства, а также для пожаротушения. При производстве железобетонных изделий, бетона высоких марок прочности, а также при производстве тротуарной плитки, бордюров, колодезных колец используют крупнозернистый песок (модуль крупности 2,2—2,5). Мелкий строительный песок используется для приготовления накрывочных растворов. Кроме того, песок является основным компонентом при изготовлении стекла.
Строительный речной песок довольно широко применим в различных декоративных (смешивают с различными красителями для получения специальных структурных покрытий) и отделочных работах готового помещения. Он также выступает компонентом асфальтобетонных смесей, которые используются в строительстве и укладке дорог (в том числе и для строительства аэродромов).
В относительно небольших объёмах песок используется в процессах фильтрования и очистки воды, а также при пескоструйной обработке изделий. Кварцевый песок используется для изготовления сварочных материалов специального и общего назначения.
Ежегодное потребление песка и гравия во всём мире превышает 40-50 млрд тонн. Страны мира, лидирующие по потреблению песка: Китай, США, Тайвань, Гонконг, Сингапур, Германия.
Практически все пески относятся к 1-му классу по радиоактивности по ГОСТ 30108-94 (удельная эффективная активность естественных радионуклидов в них не превышает 987 Бк/кг, исключения могут составлять только дроблёные пески), то есть радиационно безопасны и пригодны для всех видов строительства без ограничений.
Однако в природе существуют так называемые шлиховые чёрные пески, встречающиеся в различных уголках земного шара. Они состоят из темноцветных тяжёлых минералов и образуются в результате вымывания более лёгких и светлых минералов. Чаще всего основными их минералами являются гематит, ильменит, магнетит. Такие пески часто образуют россыпные месторождения. На 1981 год в чёрных песках были обнаружены 50 минералов из 8 тысяч известных в то время, а также множество редкоземельных элементов.
В некоторых прибрежных областях земного шара, например, на пляжах Индии, Бразилии, Украины — на северном побережье Азовского моря встречаются радиоактивные чёрные пески. Радиоактивность таких песков в Приазовье в среднем — от полусотни до трёхсот микрорентген в час, но в некоторых случаях может достигать 1000 микрорентген в час. Основную их массу составляет нерадиоактивный ильменит (содержит титан), однако основная часть радиации исходит от содержащегося в них монацита. Чёрные пески Приазовья также часто обогащёны редкоземельными элементами. Такие пески образуются в результате естественных геологических процессов и сразу после появления имеют чёрный цвет и блестят подобно металлам. По данным исследований Азовской научно-исследовательской станции МГУ, в Приазовье самые радиоактивные из таких песков расположены в районе оснований кос между Мариуполем и Бердянском.

### Инженерно-геологическая классификация
| Наименования песка по крупности            | Наименование песка по плотности сложения | Наименование песка по плотности сложения | Наименование песка по плотности сложения |
| Наименования песка по крупности            | плотный                                  | средней плотности                        | рыхлый                                   |
| Гравелистый, крупный или средней крупности | e<0,55                                   | 0,55≤e≤0,70                              | e>0,70                                   |
| Мелкий                                     | e <0,60                                  | 0,60≤e≤0,75                              | e>0,75                                   |
| Пылеватый                                  | e <0,60                                  | 0,60≤e≤0,80                              | e>0,80                                   |

| Значение степени влажности | Наименование песка по степени влажности |
| 0 < SR ≤ 0,5               | маловлажный                             |
| 0,5 < SR ≤ 0,8             | влажный                                 |
| 0,8 < SR ≤ 1,0             | насыщенный водой                        |

| Наименование пылевато-глинистого грунта | Число пластичности | Число пластичности | Число пластичности |
| супесь                                  | 0,01 ≤ IP ≤ 0,07   |                    |                    |
| суглинок                                | 0,07 < IP ≤ 0,17   |                    |                    |
| глина                                   | IP > 0,17          |                    |                    |

| Наименование и консистенция пылевато-глинистого грунта | Значение индекса текучести | Значение индекса текучести |
| Супесь                                                 | твёрдая                    | IL < 0                     |
| Супесь                                                 | пластичная                 | 0 ≤ IL ≤ 1                 |
| Супесь                                                 | текучая                    | IL > 1                     |
| Суглинок или глина                                     | твёрдые                    | IL < 0                     |
| Суглинок или глина                                     | полутвёрдые                | 0 ≤ IL ≤0,25               |
| Суглинок или глина                                     | тугопластичные             | 0,25 < IL ≤ 0,50           |
| Суглинок или глина                                     | мягкопластичные            | 0,50 < IL ≤ 0,75           |
| Суглинок или глина                                     | текучепластичные           | 0,75 < IL ≤ 1              |
| Суглинок или глина                                     | текучие                    | IL > 1                     |

К просадочным относятся пылевато-глинистые грунты со степенью влажности SR < 0,8, у которых величина индекса просадочности Iss меньше следующих значений:
| 0,01 ≤ IP < 0,1 | 0, 1 ≤ IP < 0,14 | 0,14 ≤ IP < 0,22 |
| Iss < 0,1       | Iss < 0,17       | Iss < 0,24       |